# 基督教著作全集
基督教著作全集（拉丁語：Corpus Christianorum），簡稱CC、CCL、CChr，是一套上至早期基督教時期，下至中世紀末的基督教教父著作叢書。該書由比利時出版社Brepols出版。起初計劃短時間內快速出版，如今每一卷都找國際領先的學者，用嚴格的文本批判方法，整理出完備的校勘本。

## 簡介
主要系列有：
- Corpus Christianorum, Series Latina（CCSL），基督教早期，拉丁文系列
- Corpus Christianorum, Continuatio Medievalis（CCCM），中世紀系列
- Corpus Christianorum, Series Graeca（CCSG），希臘文系列

## 另見
- 拉丁教士集（Patrologia Latina）
- 教会拉丁作者文集（Corpus Scriptorum Ecclesiasticorum Latinorum）

## 外部鏈接
（页面存档备份，存于）